# Cornelia Vrolijk
Cornelia Vrolijk (Cor) (Zeist, 9 februari 1944 – Amsterdam, 14 september 2015) was een Nederlands kunstschilder, grafisch kunstenaar en kunstdocent.

## Opleiding
Van 1961 tot 1965 bezocht Cor Vrolijk de Academie voor Beeldende Kunsten te Arnhem en vervolgens twee jaar de Rijksakademie te Amsterdam, van 1973 tot 1975. Zij volgde lessen bij Willem den Ouden. Daarna rondde zij aan de Gerrit Rietveld Academie een pedagogische bijscholing af en verkreeg zo haar lesbevoegdheid voor kunstdocente.

## Leven en werk
Cor Vrolijk startte rond 1975 haar eigen kunstenaarspraktijk. De BKR (Beeldende Kunstenaars Regeling) gaf haar in de jaren 1981/87 de financiële vrijheid om zich verder te ontwikkelen met haar eigen kunst. Daarnaast gaf zij al kort na 1980 schilderlessen op het creativiteitscentrum 'De Werkschuit' te Amsterdam. Later ging zij mee in de overgang naar wat 'MK 24' zou heten, aan de Mauritskade te Amsterdam; zij zou daar tot in 2012 les blijven geven. Daarnaast was zij vanaf de jaren 90 vele jaren docent schilderen aan de 'Wackers Academie' te Amsterdam, o.a. samen met Sam Drukker. Verder gaf ze les aan huis en regelmatig zomercursussen in Frankrijk en Italië. Het lesgeven heeft ze haar hele leven gecombineerd met haar eigen kunstenaarschap
Zij was medeauteur en illustratrice van het Teleac-programma Modeltekenen en -schilderen. Ook was ze initiator, schrijfster en vormgeefster van een kunstboek voor kinderen (niet uitgegeven), en schreef ze gedichten en verhalen die ze illustreerde en zelf in kleine oplagen produceerde.

### Werkwijze
Cor Vrolijk stelde zich in haar eigen werk iedere keer weer voor een uitdaging, waardoor ze zich niet slechts met één medium kon bezighouden; dat zou in haar ogen te gemakkelijk zijn. Zo maakte zij olieverfschilderijen, maar ook tekeningen, gouaches, ruimtelijk werk, houtsnijwerk en veel drukwerk (grafiek). Voor haar grafiek had ze een heel speciale techniek ontwikkeld; ze gebruikte karton zoals een andere graficus met koper of zink drukt. Het voordeel van haar techniek is, dat ze er sneller mee kon werken en dat het basismateriaal – karton met een gladde bovenlaag – overal mee naar toe te nemen was.

### Onderwerp en stijl
Cor Vrolijk wilde zich niet beperken tot één thema. Vaak waren mensen het onderwerp van haar werk; ze hield ervan om naar modellen te tekenen of te schilderen. Maar rond 2005 was ze bijvoorbeeld juist weer bezig met een serie lelijke huizen, omdat die haar fascineerden en ze de huizen in haar interpretatie een eigen karakter, een persoonlijkheid wilde geven. Zo maakte ze ook impressionistische tekeningen van het Amsterdamse havengebied; maar kort daarvóór had ze een tijdlang allerlei tekens en symbolen verzameld – uit boeken, maar ook afkomstig van (romantisch) bewerkte bomen – die ze vervolgens in ruwe planken uitsneed. Daarna kleurde ze de tekens in het hout; het werden een soort totempalen.
Ze kwam vaak op de Amsterdamse begraafplaats De Nieuwe Ooster, om er te tekenen; die plek is haar in de loop der jaren heel 'eigen' geworden. Ze heeft er vele schilderijen, tekeningen en kartondrukken over gemaakt. Haar ontmoeting met een jongetje daar, die een kat droeg trof haar, omdat het zo'n gewoon alledaags beeld is, ook voor een begraafplaats.
Vrolijk wilde zich evenmin op één stijl vastleggen. De meeste van haar schilderijen zijn figuratief, maar abstractie ging ze beslist niet uit de weg. Na een lange periode figuratief werken ontstond bij haar vanzelf die behoefte aan abstractie. Ook haar schilderwijze was erg divers. Soms schilderde ze met dikke halen zodat er een duidelijke textuur ontstond, maar andere keren legde ze dunne, strakke lagen verf over elkaar heen. Cor Vrolijk wilde zichzelf de vrijheid geven om naar het moment bezig te zijn, met wat haar interessant of uitdagend leek; ze trok zich niets aan van kunststromingen, trends of andere recente kunst-ontwikkelingen; het ging om de uitdaging.

### Citaat
Er is niet meer dan men kan zien. Belangeloos waarnemen. Ondanks deze nadruk op het zintuiglijke is het verhaal voor mij van belang. Het beeld van mens, boom, landschap, huis of kledingstuk is handvat, referentie en begrenzing. Daarbinnen speel ik met vorm en kleur tot het verhaal haar zintuiglijke oorsprong terug heeft.

## Galerij van werken

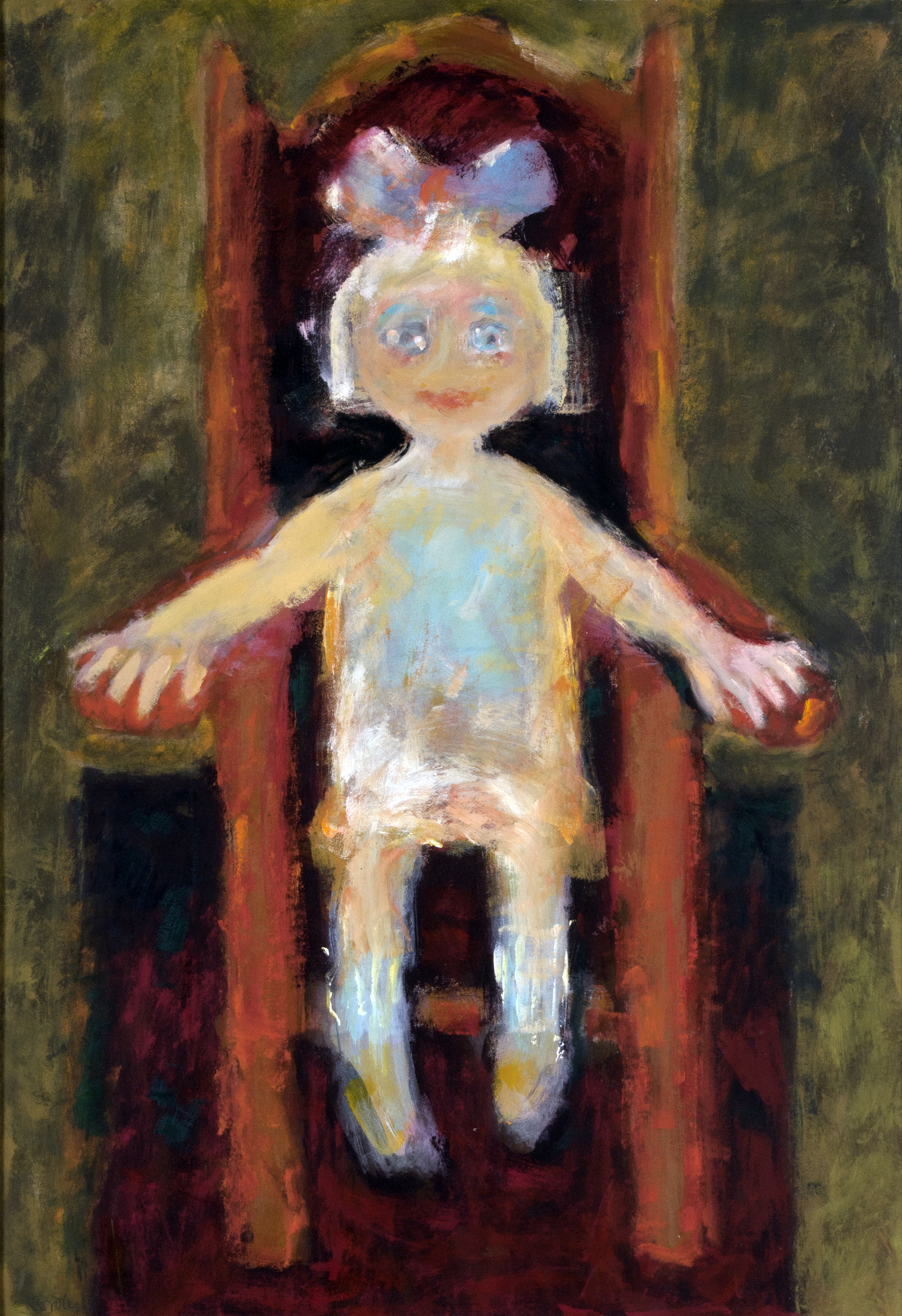
Meisje op een stoel ca. 1989-1992; olieverf op paneel
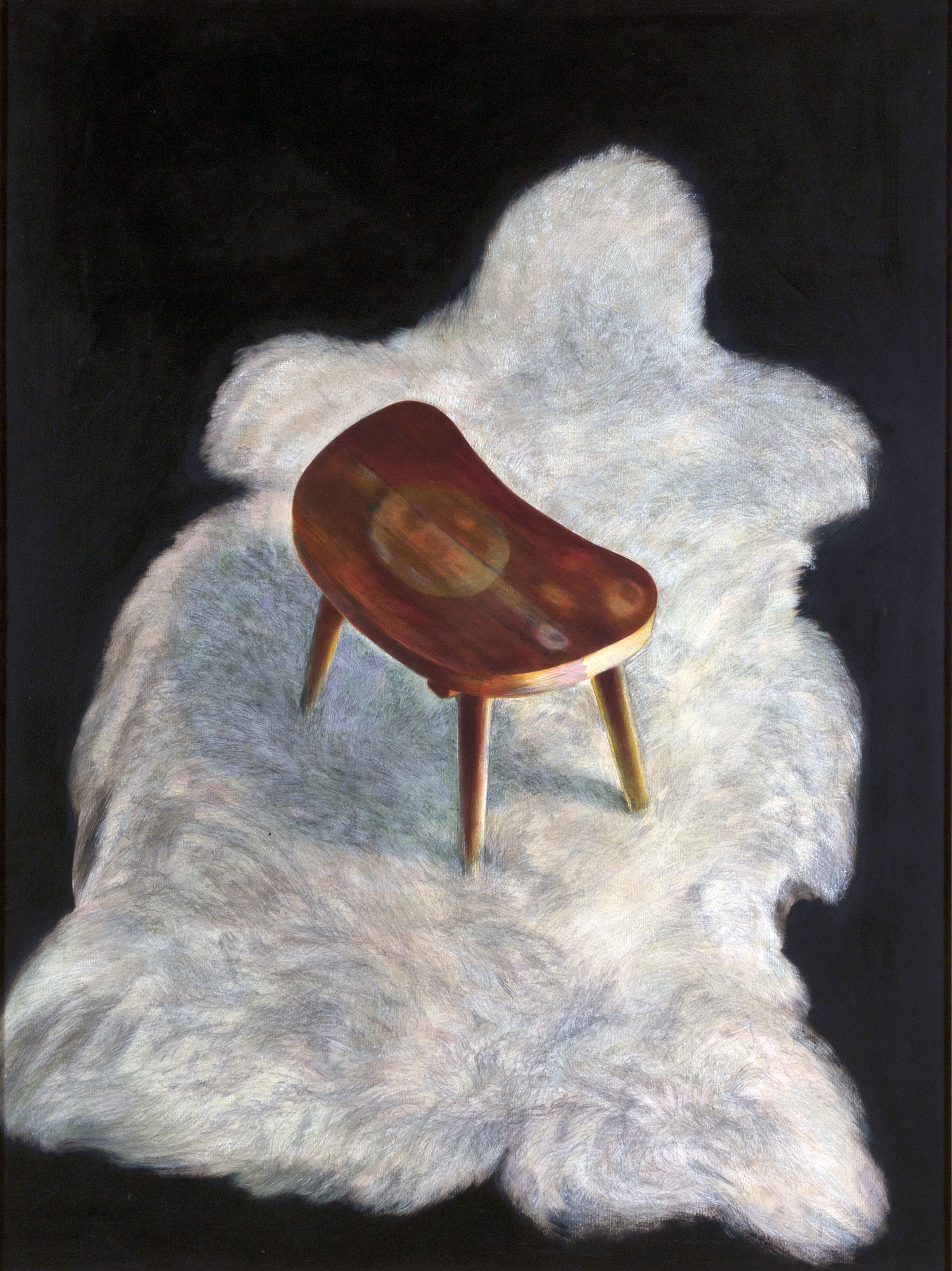
Krukje op schaapswollen kleedje, ca. 1995; olieverf en potlood op paneel
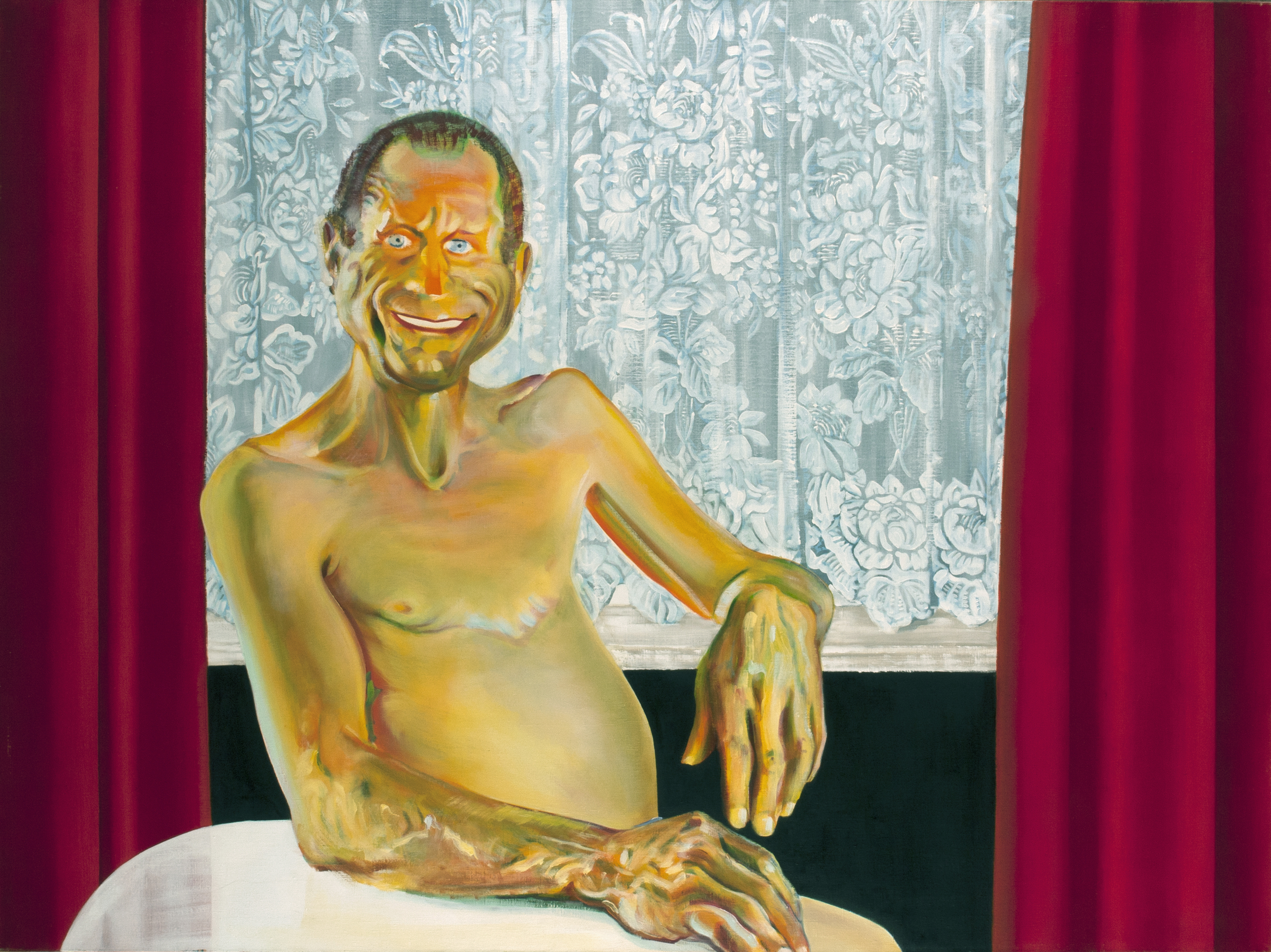
Portret van man bij het raam met vitrage, ca. 1990-2002; olieverfschilderij
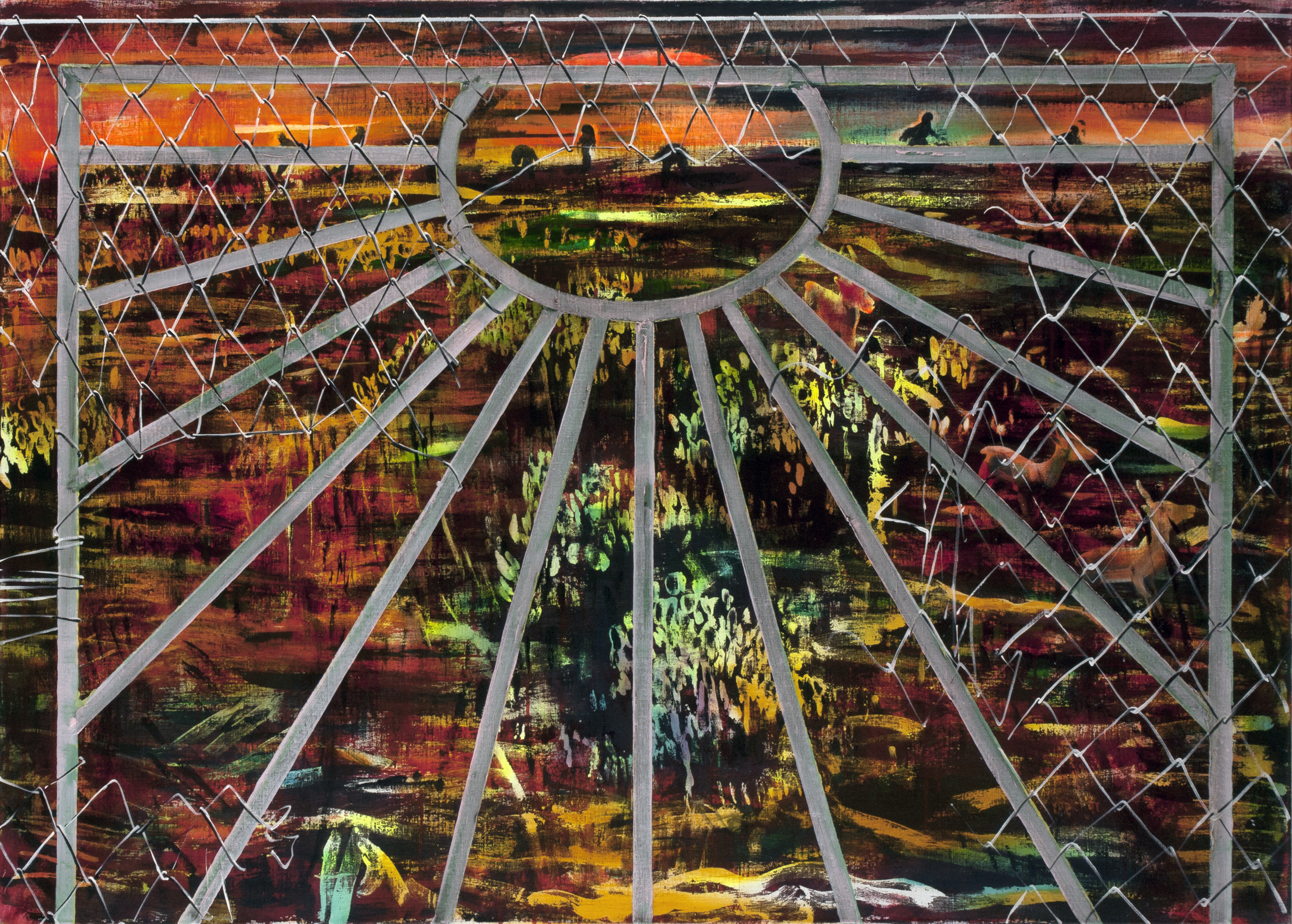
Akker met hek, ca. 2000-2005; olieverfschilderij

## Erkenning
Het werk van Cor is onder meer aanwezig in bedrijfscollecties zoals die van de Kamer van Koophandel, de Nederlandse Ziekenfondsraad en de Nieuwe Oosterbegraafplaats te Amsterdam. Veel schilderijen zijn ondergebracht in de artotheken en kunstuitleeninstellingen van Amsterdam, Utrecht en Lelystad. Het Maandblad Opzij bood met succes een zeefdruk van Vrolijk aan haar lezers aan. Een interview met Toine Moerbeek voor de VPRO gaf verder bekendheid aan haar werk.

## Exposities (selectie)
- 'De kunstenaar en zijn model': expositie van docenten van de Wackers Academie, Amsterdam (2014)
- 'Cornelia Vrolijk en Ilse Winter', Loods 6, Amsterdam (2006)
- 'Nader bekeken: diepdruk', SBK Amsterdam KNSM, Amsterdam (2006)
- 'Cornelia Vrolijk', SBK Amsterdam Noord (2005)
- 'Nieuwe aanwinsten', Kunstuitleen Utrecht (2003)
- 'De aanbidding van het Kind', WG Kunst, Amsterdam (2002-2003)[6]